# Haidfilz
Koordinaten: 48° 49′ 33″ N, 13° 45′ 54″ O

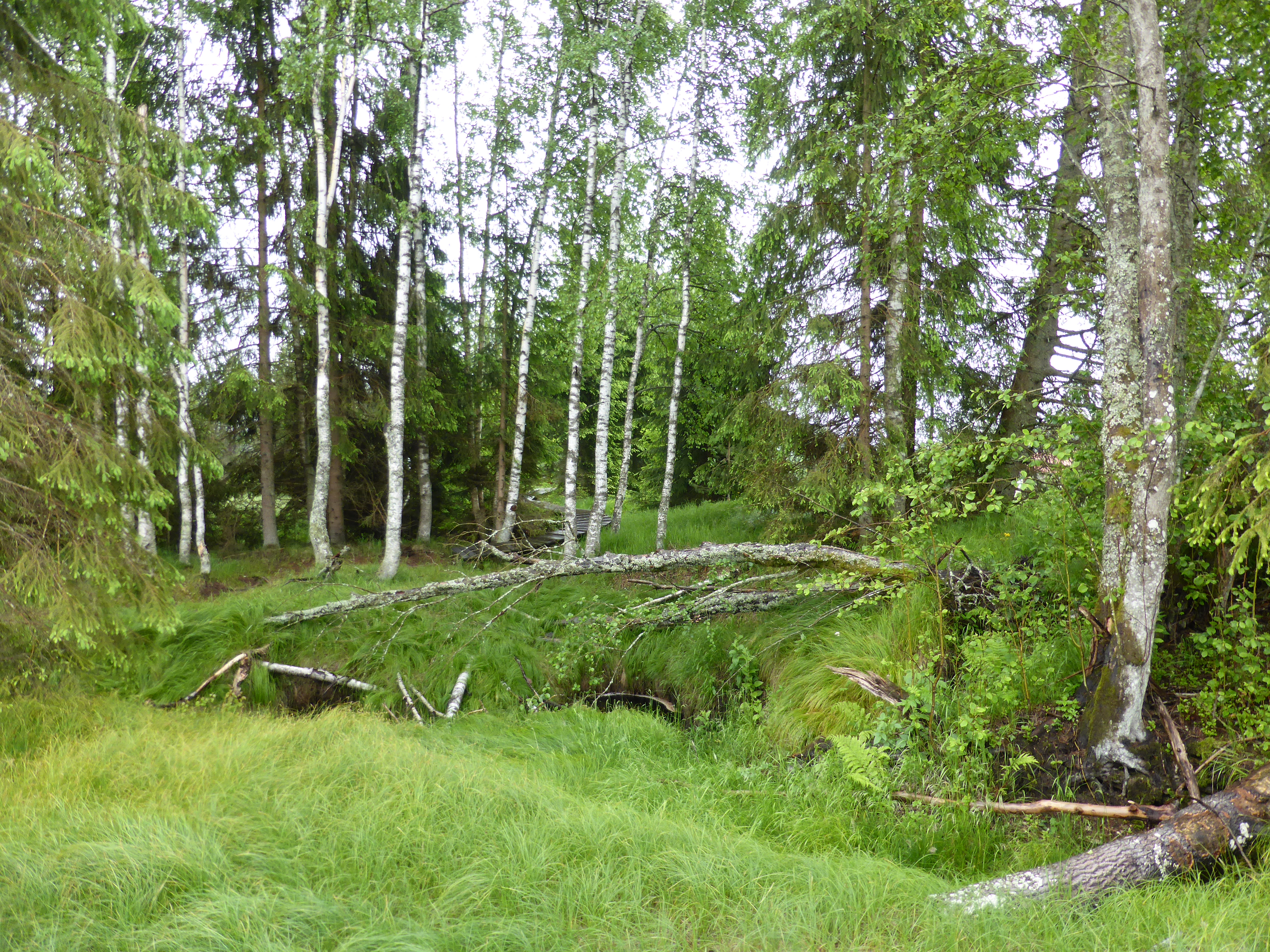
Naturschutzgebiet Haidfilz (Juni 2020)

Das Naturschutzgebiet Haidfilz liegt auf dem Gebiet der Gemeinde Haidmühle im niederbayerischen Landkreis Freyung-Grafenau.
Das Gebiet erstreckt sich westlich des Kernortes Haidmühle. Am nördlichen Rand und östlich des Gebietes verläuft die St 2130, nördlich und östlich verläuft die Staatsgrenze zu Tschechien. Am südlichen Rand fließt die Kalte Moldau.

## Bedeutung
Das 38,7 ha große Gebiet mit der Kennung NSG-00182.01 steht seit dem Jahr 1983 unter Naturschutz.